# بيل 525 ريلينتلس
بيل 525 ريلينتلس (بالإنجليزية: Bell 525 Relentless)‏ أو بيل القاسيه هي مروحية متعددة الأغراض أنتجت في الولايات المتحدة. من صناعة بيل للمروحيات.